# Česká Lípa hlavní nádraží
Česká Lípa hlavní nádraží – stacja kolejowa w Czeskiej Lipie, w kraju libereckim, w Czechach. Jest ważnym węzłem kolejowym o znaczeniu regionalnym. Stacja znajduje się w strefie 2201 zintegrowanego systemu transportu IDOL. Znajduje się na wysokości 250 m n.p.m.
Jest obsługiwana i zarządzana przez České dráhy. Na stacji znajdują się kasy biletowe, na których istnieje możliwość zakupu biletów na wszystkie pociągi w tym międzynarodowe oraz rezerwacji miejsc.

## Historia
Ruch na linii kolejowej z Bakova nad Jizerou do Czeskiej Lipy rozpoczął się 14 listopada 1867, przez Böhmische Nordbahn (BNB). W 1908 roku linia została znacjonalizowana, po wojnie stacja stała się częścią Československé státní dráhy. W 1869 roku został wybudowany tor   do Rumburku, a w 1872 utwór do Děčín.
W 2005 roku część budynku została gruntownie zmodernizowana kosztem 9 mln CZK.  

## Linie kolejowe
- 080 Bakov nad Jizerou - Jedlová
- 081 Děčín - Česká Lípa
- 086 Česká Lípa - Liberec
- 087 Lovosice - Česká Lípa

## Plany
Na rok 2015 jest planowana kompletna przebudowa dworca kolejowego, torów i urządzeń dla autobusów. Koszty powinny przekroczyć 900 mln CZK.